# Pseudosiderastrea tayamai
Pseudosiderastrea tayamai är en korallart som beskrevs av Yoshitaka Yabe och Sugiyama 1935. Pseudosiderastrea tayamai ingår i släktet Pseudosiderastrea och familjen Siderastreidae. Inga underarter finns listade i Catalogue of Life.